# Reinhard Febel

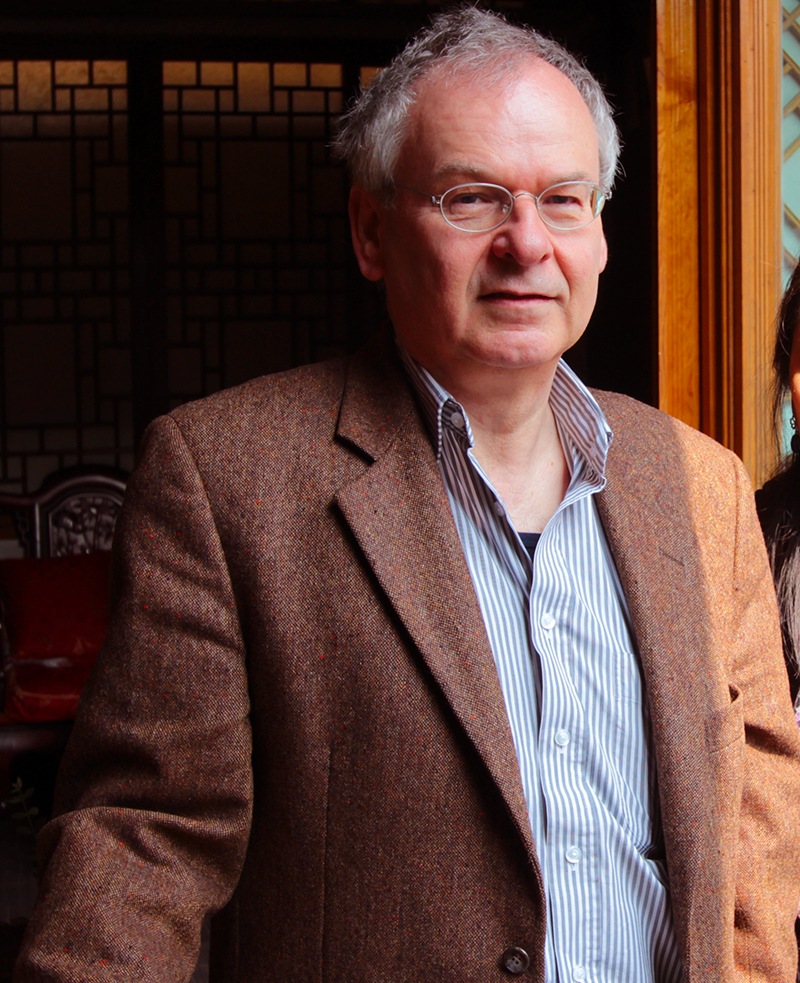
Reinhard Febel (2012)

Reinhard Febel (* 3. Juli 1952 in Metzingen) ist ein deutscher Komponist.

## Leben
Reinhard Febel studierte ab 1979 Komposition bei Klaus Huber in Freiburg im Breisgau und besuchte am IRCAM in Paris Kurse für elektronische Musik. Er lebte zwischen 1983 und 1988 als freier Komponist in London und übernahm ab 1989 die Professur für Komposition und Musiktheorie an der Hochschule für Musik und Theater Hannover. Über die Jahre verbrachte er mit Studienaufenthalten, Lehr- und Kompositionsaufträgen viel Zeit im Ausland; so in Südamerika (Chile, Peru, Uruguay, Argentinien), in Neuseeland, in Südafrika und Kamerun, in Skopje, Edinburgh und Riga. Seit 1997 ist er Professor für Komposition an der Universität Mozarteum in Salzburg.
Er lebt und arbeitet in Salzburg und Berlin.

## Stipendien und Auszeichnungen
- 1979: Stipendiat der Heinrich-Strobel-Stiftung des Südwestfunks
- 1980: Beethoven-Preis der Stadt Bonn
- 1980: Kompositionspreis beim Kompositionsseminar der Stiftung Künstlerhaus Boswil (Schweiz)
- 1984: Stipendiat der Villa Massimo in Rom
- 1984: Preisträger der Steinbrenner-Stiftung Berlin
- 1988: Johann-Wenzel-Stamitz-Preis
- 1992: Niedersächsisches Künstlerstipendium

## Werke
| Premiere                                                    | Titel                                | Genre                                                                    | Librettist und Quelle                                                             |
| ----------------------------------------------------------- | ------------------------------------ | ------------------------------------------------------------------------ | --------------------------------------------------------------------------------- |
| 10. Nov. 1983 – München, Bayerische Staatsoper              | Euridice                             | Kammeroper, 80'                                                          | Helmut Danninger, nach Ottavio Rinuccini                                          |
| 15. Mai 1988 – Oper Kiel                                    | Nacht mit Gästen                     | Musiktheater                                                             | Der Komponist nach Peter Weiss                                                    |
| 12. Apr. 1992 – Theater Dortmund                            | Sekunden und Jahre des Caspar Hauser | Oper in drei Akten und neun Bildern                                      | Lukas Hemleb                                                                      |
| 6. Nov. 1994 – Staatstheater Darmstadt                      | Morels Erfindung                     | Oper in einem Akt                                                        | Lukas Hemleb, nach La invencion de Morel von Adolfo Bioy Casares                  |
| 14. Sep. 1996 – Theater Hagen                               | Beauty                               | Musiktheater                                                             | Lukas Hemleb, nach einer Zeitungsmeldung                                          |
| 20. Dez. 2005 – WDR Köln                                    | Desert Inn                           | Hörspiel                                                                 |                                                                                   |
| 10. Mai 2001 – Oper Bonn                                    | Besuchszeit                          | Musiktheater. Ein Spiel für drei Schauspieler und Musik                  | Der Komponist                                                                     |
| 22. Juni 2003 – Philharmonie Berlin                         | Wolkenstein                          | Lieder nach Texten und Melodien des Oswald von Wolkenstein               | Der Komponist                                                                     |
| 1. Aug. 2005 – Toihaus Salzburg / TRT Taschenopern-Festival | Frida                                | Ein Traumbild nach Unos quantos piquetitos von Frida Kahlo               | Der Komponist                                                                     |
| 1. Aug. 2007 – Toihaus Salzburg / TRT Taschenopern-Festival | Gespensterhaus                       | Kammermusiktheater. Ein Horrorbild nach Haunted House von Edward Hopper  | Der Komponist                                                                     |
| 16. Mai 2009 – Oper Kiel                                    | Raum 17                              | Musiktheater nach dem Rokeby Venus genannten Gemälde von Diego Velasquez | Der Komponist                                                                     |
| 6. April 2024 – Landestheater Linz                          | Benjamin Button                      | Oper                                                                     | Der Komponist, nach Der Seltsame Fall des Benjamin Button von F. Scott Fitzgerald |

## Schriften
- Musik für zwei Klaviere seit 1950 als Spiegel der Kompositionstechnik. 2. Auflage. Pfau, Saarbrücken 1998, ISBN 3-930735-55-5.
- Alles ständig in Bewegung: Texte zur Musik 1976–2003. Hrsg.: Rainer Nonnemann. Pfau, Saarbrücken 2004, ISBN 3-89727-274-1.
- Giftiger Fisch. Kurzgeschichten. Conte, Saarbrücken 2009, ISBN 978-3-941657-01-4.
- Der Klang des Verbotenen. Historischer Roman. Ars Vivendi, Cadolzburg 2012, ISBN 978-3-86913-107-8 (Über Domenico Scarlatti).
- Krähenschrei. Die Geschichte von Ikkyu. Tredition, Hamburg 2018, ISBN 978-3-96240-177-1.